# يوثيميوس من تارنوفو

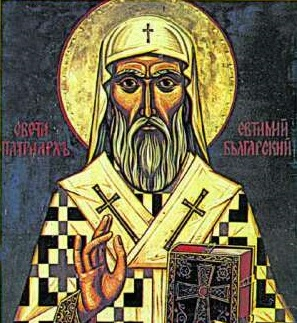
أيقونة تصور يوثيميوس تارنوفو، أنشأها رسامي مدرسة ساموكوف الفنية، 1809

يوثيميوس من تارنوفو (بالبلغارية: Евтимий Търновски) كان بطريرك بلغاريا بين عامي 1375 و1393. يعتبر يوثيميوس أحد أهم الشخصيات وأكثرها تأثيرا في بلغاريا العصر الوسيط، وهو كذلك آخر رئيس للكنيسة البلغارية الأرثوذكسية في الفترة الثانية لإمبراطورية بلغاريا. ولكونه مدافعا عن الحركة الهدوئية؛ يمكن اعتبار يوثيميوس أكثر البطاركة البلغاريين حظيا بالتبجيل، وأحد الأعمدة في العالم الأرثوذكسي آنذاك.

## النشأة
ولد يوثيميوس، على الأرجح، عام 1325 لعائلة تسامبلاك المرموقة في العاصمة تارنوفو، وتلقى تعليمه في أديرة مدينته كما المدن المجاورة ليرسم راهبا بعدذاك. انضم إلى دير كيليفاريفو في عام 1350 مجذوبا بشهرة ثيودوسيوس من تارنفو. عينه الأخير مساعدا أولا له في عام 1363، مرافقا إياه إلى تساريغراد. لكن ثيودوسيوس توفي بعد ذلك بوقت قصير. لم تمض فترة طويلة قبل أن ينضم يوثيميوس إلى دير Studion ولافرا القديس أثناسيوس الآثوسي على الجبل المقدس. تأثر يوثيميوس بالمصلحين الروحيين ذائعي الصيت في أوروبا الشرقية آنذاك، كغريغوريوس السينائي، وغريغوريوس بالاماس، وكاليستوس فيلوثيوس، ويوحنا كوكوزليس.
نفي يوثيميوس إلى جزيرة ليمنوس من قبل الإمبراطور البيزنطي إيفان الخامس، وعند إطلاق سراحه، عاد إلى دير زوغراف البلغاري على جبل آثوس. كانت مهمته بادئ الأمر، إصلاح الأخطاء الإملائية وتنميق أساليب الكتابة الخاصة بالكتب والخدمات الليتورجية من اليونانية إلى غيرها من اللغات.

## خدمته في بلغاريا
عام 1371، عاد يوثيميوس إلى بلغاريا وأسس دير الثالوث الأقدس البطريركي بالقرب من تارنوفو، كما أسس معهد تارنوفو للآداب. وضع قواعد إملائية وصحح الكتب الدينية المترجمة بشكل غير دقيق بمقارنتها بالأصول اليونانية. أصبحت هذه النصوص المصححة نماذج للكنائس الأرثوذكسية التي تستخدم اللغة السلفونية: بلغاريا وصربيا ورومانيا وأوكرانيا. ولإصلاحاته الجمة وروحه القيادية، قارن كاتب السير غريغوري تسامبلاك، ما قدمه يوثيميوس بأعمال موسى النبي والملك المصري بطليموس الأول.
نادى يوثيميوس بضرورة الزهد، كما أكد على محاربة الهرطقات والانحلال الأخلاقي. فصار بذلك شخصية بارزة في العالم الأرثوذكسي وصار مرجعا للمطارنة لتفسير النصوص اللاهوتية. وصل من أعمال يوثيميوس 15 كتابا أغلبها كتب ليتورجية من تراجم الخدم والسير. من بين تلاميذه غريغوريوس تسامبلاك مطران كييف، قبريانوس مطران موسكو، يوسف من بدين وقسطنطين من كوستينتس.
1. ↑  "Св. патриарх Евтимий Търновски" (بالبلغارية). Retrieved 2021-05-07.
2. ↑  "Из живота и обществено-политическата дейност на патриарх Евтимий Търновски". Исторически преглед (بالبلغارية). 1977. pp. 237–249. {{استشهاد ويب}}: الوسيط |مسار= غير موجود أو فارع (help)
3. 1 2   https://shron1.chtyvo.org.ua/Ridna_mova/1939_Chyslo_1-6.pdf. {{استشهاد ويب}}: |url= بحاجة لعنوان (مساعدة) والوسيط |title= غير موجود أو فارغ (من ويكي بيانات) (مساعدة)